# Greatest Hits (Sonny & Cher)
Greatest Hits è un album di raccolta del duo musicale statunitense Sonny & Cher, pubblicato nel 1974.

## Tracce

### Side A
1. All I Ever Need is You (Holiday, Reeves) - 2:38
2. When You Say Love (Steve Carmen, Jerry Foster, Bill Rice) - 2:26
3. You Better Sit Down Kids (S. Bono) - 3:16
4. Crystal Clear/Muddy Waters (Laurie) - 2:39
5. I Got You Babe (Live) (S. Bono) - 3:14

### Side B
1. A Cowboy's Work is Never Done (S. Bono) - 3:14
2. United We Stand (Tony Hiller, Peter Simons) - 2:35
3. The Beat Goes On (Live) (S. Bono) - 2:18
4. What Now My Love (Live) (Carl Sigman, Gilbert Bécaud, Pierre Delanoë) - 2:48
5. Mama Was a Rock and Roll Singer Papa Used to Write All Her Songs (Single Edit) (S. Bono) - 3:43